# Thyene subsplendens
Thyene subsplendens es una especie de araña saltarina del género Thyene, familia Salticidae. Fue descrita científicamente por Caporiacco en 1947.
Habita en el este de África.